# Schweiz damlandslag i bandy
Schweiz damlandslag i bandy debuterade i VM 2018 och slutade på åttonde plats bland åtta lag.